# Cristo della moneta (Van Dyck)

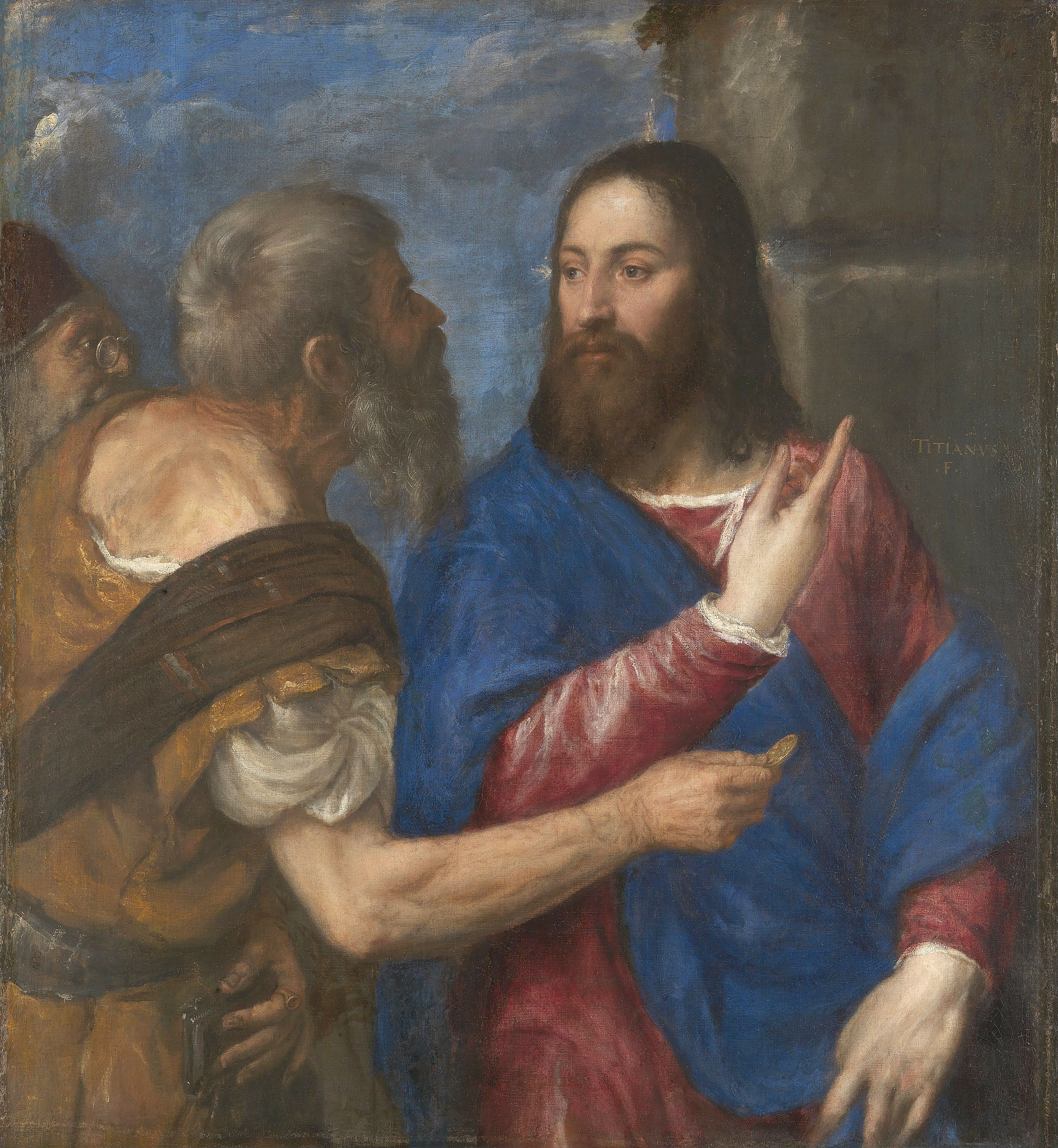
Tiziano, Cristo della moneta, National Gallery, Londra

Il Cristo della moneta è un dipinto a olio su tela di Anton Van Dyck datato 1625 circa e conservato ai Musei di Strada Nuova a Genova.

## Storia e descrizione
Il quadro, che già a partire dal 1748 si trovava nella collezione Brignole-Sale a Palazzo Rosso, giunse al Comune di Genova per legato di Maria Brignole - Sale De Ferrari duchessa di Galliera, nel 1889.
Il soggetto raffigura l'episodio del vangelo in cui i Farisei cercano di convincere Gesù a prendere posizione sulla controversa questione delle tasse e del riconoscimento dell'autorità politica di Roma. Gesù Interrogato sulla liceità del tributo a Cesare, chiese gli fosse mostrata una moneta e, indicando l'effige dell'imperatore impressa su di essa, pronunciò la frase "date a Cesare quel che è di Cesare e a Dio quel che è di Dio" invitando quindi gli astanti a distinguere tra autorità civile e religione. Il racconto viene riportato in modo simile nei tre vangeli sinottici ma in questo caso l’artista sembra riferirsi in particolare alla versione di Luca secondo la quale la moneta viene mostrata a Gesù, e non offerta. La tela risulta essere una reinterpretazione di un quadro con lo stesso soggetto, dipinto da Tiziano per Filippo II di Spagna, e ora conservato alla National Gallery di Londra. Il fiammingo probabilmente non la vide dal vivo ma bensì attraverso un’incisione di Martino Rota, come testimonia il fatto che la composizione realizzata da Van Dyck riprenda quella tizianesca ribaltandola "a specchio".